# Umberleigh (stacja kolejowa)
Umberleigh – stacja kolejowa położona 52 km na północ od stacji Exeter St Davids, obsługująca wieś Umberleigh w hrabstwie Devon na linii kolejowej Tarka Line (przez pewien czas dwutorowej). Stacja niewyposażona w sieć trakcyjną.

## Ruch pasażerski
Stacja obsługuje ok. 32 796 pasażerów rocznie (dane za rok 2021/2022). Posiada bezpośrednie połączenia z Exeterem, Crediton i Barnstaple. Pociągi odjeżdżają ze stacji co godzinę. Pociągi zatrzymują się na stacji na żądanie.

## Obsługa pasażerów
Automaty biletowe, przystanek autobusowy.